# Coleophora fulvociliella
Coleophora fulvociliella é uma espécie de mariposa do gênero Coleophora pertencente à família Coleophoridae.